# دروپروپیزین
دروپروپیزین (انگلیسی: Dropropizine) یک داروی فرونشاننده سرفه است. به‌صورت شیاف، قرص و شربت به فروش می‌رسد. برای بند آوردن سرفه‌های ناشی از آلرژی یا سرماخوردگی استفاده می‌شود.